# 바솔로뮤 로버츠
검은 준남작 바솔로뮤 로버츠(Bartholomew "Barti Ddu" Roberts, 1682년 5월 17일 ~ 1722년 2월 10일)는 18세기에 활동했던 웨일스 출신의 해적이다.
11개월 동안 활동하면서 400척이 넘는 배를 약탈하였으며 그가 약탈한 재물의 가치를 요즘 가치로 환산하면, 3200만 달러에 달하였다고 한다. 1682년에 웨일스에서 태어났으며 노예상인으로 활동하다가 해적인 하웰 데이비스에게 붙잡혀 해적이 되기를 강요당했다. 하웰 데이비스가 죽은 뒤 해적 선장으로 추대되었으며 11개월 동안 해적으로 활약하였다. 1722년 2월 5일에 영국 해군 군함 제비호의 공격을 받고 사망하였다.

## 같이 보기
- 해적기